# Futebol Clube de Cabinda
Futebol Clube de Cabinda, meist nur FC Cabinda genannt, ist ein Fußballverein aus der angolanischen Stadt Cabinda. Er wurde 1956 als 29. Filialverein des portugiesischen Klubs FC Porto gegründet.
Der Klub empfängt seine Gäste im Estádio Nacional de Chiazi in Cabinda. Das zur Fußball-Afrikameisterschaft 2010 erbaute Stadion fasst 20.000 Zuschauer.
Landestitel konnte der Klub bisher nicht gewinnen. Als größter Erfolg des Klubs dürfte das Erreichen des Finales im angolanischen Pokalwettbewerb (Taça de Angola) 1988 gelten. Der FC Cabinda unterlag dabei dem GD Sagrada Esperança mit 2:0.
Nachdem der Klub die Spielzeit 2002 auf dem zwölften Platz beendet hatte, stieg der Klub in die zweite Liga, den Gira Angola ab. 2009 gelang der Wiederaufstieg. Nach zwei Saisons folgte ein erneuter Abstieg aus der höchsten Spielklasse, als man die Spielzeit 2011 als 14. beendete.